# Расстояние от точки до прямой на плоскости
Расстояние от точки до прямой на плоскости — это кратчайшее расстояние от точки до прямой в евклидовой геометрии. Расстояние равно длине отрезка, который соединяет точку с прямой и перпендикулярен прямой. Формула вычисления расстояния может быть получена и выражена несколькими способами.
Знание наименьшего расстояния от точки до прямой может быть полезно во многих случаях, например, для поиска кратчайшего пути для выхода на дорогу, определение разброса графа, и подобное. В регрессии Деминга, процедуре линейного сглаживания, если зависимые и независимые переменные имеют одну и ту же дисперсию, регрессия сводится к ортогональной регрессии, в которой степень приближения измеряется для каждой точки как расстояние от точки до регрессионной прямой.

## Декартова система координат

### Прямая задана уравнением
Когда прямая на плоскости задана уравнением ax + by + c = 0, где a, b и c —  такие вещественные константы, что a и b не равны нулю одновременно, и расстояние от прямой до точки (x0,y0) равно 
{\displaystyle \operatorname {distance} (ax+by+c=0,(x_{0},y_{0}))={\frac {|ax_{0}+by_{0}+c|}{\sqrt {a^{2}+b^{2}}}}.}
Точка на прямой, наиболее близкая к (x0,y0), имеет координаты 
{\displaystyle x={\frac {b(bx_{0}-ay_{0})-ac}{a^{2}+b^{2}}}} и {\displaystyle y={\frac {a(-bx_{0}+ay_{0})-bc}{a^{2}+b^{2}}}.}
Горизонтальные и вертикальные прямые
В общем уравнении прямой ax + by + c = 0 коэффициенты a и b не могут быть одновременно равны нулю пока c ненулевое, а в случае всех нулевых коэффициентов уравнение не задаёт прямую. Если a = 0, а b ≠ 0, прямая горизонтальна и имеет уравнение y = -c/b. Расстояние от (x0, y0) до этой прямой определяется вертикальным отрезком длины |y0 — (-c/b)| = |by0 + c| / |b| (согласно формуле). Аналогичным образом, для вертикальных прямых (b = 0) расстояние между той же точкой и прямой равно |ax0 + c| / |a| и измеряется вдоль горизонтального отрезка.
Нормированное уравнение прямой
Нормированное уравнение прямой — это уравнение вида
{\displaystyle x\cos \alpha +y\sin \alpha -p=0}
Нормированное уравнение получается из общего уравнения прямой ax + by + c = 0 делением всех членов на {\displaystyle {\sqrt {a^{2}+b^{2}}}}.
Тогда расстояние от точки (x0, y0) до прямой равно абсолютному значению отклонения и вычисляется по формуле 
{\displaystyle |d|=|x_{0}\cos \alpha +y_{0}\sin \alpha -p|}

### Прямая задана двумя точками
Если прямая проходит через две точки P1=(x1,y1) и P2=(x2,y2), и необходимо найти расстояние от {\displaystyle M=(x_{0},y_{0})} до прямой, то можно воспользоваться следующими способами:
Способ 1. Искомое расстояние равно
{\displaystyle \operatorname {distance} (P_{1},P_{2},(x_{0},y_{0}))={\frac {|(y_{2}-y_{1})x_{0}-(x_{2}-x_{1})y_{0}+x_{2}y_{1}-y_{2}x_{1}|}{\sqrt {(y_{2}-y_{1})^{2}+(x_{2}-x_{1})^{2}}}}.}
Знаменатель этого выражения равен расстоянию между точками P1 и P2. Числитель равен удвоенной площади треугольника с вершинами (x0,y0), P1 и P2 (см. Общая формула площади треугольника в декартовых координатах). Выражение эквивалентно {\textstyle h={\frac {2A}{b}}}, что может быть получено преобразованием стандартной формулы площади треугольника: {\textstyle A={\frac {1}{2}}bh}, где b — длина стороны, а h — высота на эту сторону из противолежащей вершины.
Способ 2. Сначала находится ближайшая точка на прямой к точке {\displaystyle M} по формуле
{\displaystyle M_{p}=P_{1}+{\overrightarrow {P_{1}P_{2}}}*{({\overrightarrow {P_{1}P_{2}}},{\overrightarrow {P_{1}M}}) \over \lVert {\overrightarrow {P_{1}P_{2}}}\rVert ^{2}}}.
Тогда искомое расстояние равно
{\displaystyle \operatorname {distance} (P_{1},P_{2},M)=\lVert {\overrightarrow {MM_{p}}}\rVert }.

## Доказательства

### Алгебраическое доказательство
Это доказательство верно, только когда прямая не является ни вертикальной, ни горизонтальной. То есть мы предполагаем, что ни a, ни b в уравнении не равны нулю.
Прямая с уравнением ax + by + c = 0 имеет наклон -a/b, так что любая прямая, перпендикулярная к заданной, имеет наклон b/a. Пусть (m, n) — точка пересечения прямой ax + by + c = 0 и перпендикулярной прямой, проходящей через точку (x0, y0). Прямая, проходящая через эти две точки, перпендикулярна исходной прямой, так что
{\displaystyle {\frac {y_{0}-n}{x_{0}-m}}={\frac {b}{a}}.}
Таким образом,
{\displaystyle a(y_{0}-n)-b(x_{0}-m)=0,}
и после возведения в квадрат получим:
{\displaystyle a^{2}(y_{0}-n)^{2}+b^{2}(x_{0}-m)^{2}-2ab(y_{0}-n)(x_{0}-m)=0.}
Рассмотрим,
{\displaystyle (a(x_{0}-m)+b(y_{0}-n))^{2}=a^{2}(x_{0}-m)^{2}+2ab(y_{0}-n)(x_{0}-m)+b^{2}(y_{0}-n)^{2}=(a^{2}+b^{2})((x_{0}-m)^{2}+(y_{0}-n)^{2})}
Здесь использовано возведённое в квадрат выражение. Но
{\displaystyle (a(x_{0}-m)+b(y_{0}-n))^{2}=(ax_{0}+by_{0}-am-bn)^{2}=(ax_{0}+by_{0}+c)^{2}},
так как точка (m, n) расположена на прямой ax + by + c = 0.
Таким образом,
{\displaystyle (a^{2}+b^{2})((x_{0}-m)^{2}+(y_{0}-n)^{2})=(ax_{0}+by_{0}+c)^{2}}
Из этого получаем длину отрезка между этими двумя точками:
{\displaystyle d={\sqrt {(x_{0}-m)^{2}+(y_{0}-n)^{2}}}={\frac {|ax_{0}+by_{0}+c|}{\sqrt {a^{2}+b^{2}}}}.} .

### Геометрическое доказательство
Это доказательство верно, только когда прямая не является ни вертикальной, ни горизонтальной. Баллантин и Джерберт не упомянули это ограничение в своей статье.
Опустим перпендикуляр из точки P с координатами (x0, y0) на прямую с уравнением Ax + By + C = 0. Обозначим основание перпендикуляра буквой R. Проведём вертикальную прямую через P и обозначим пересечение этой вертикальной прямой с исходной прямой буквой S. В произвольной точке T на прямой нарисуем прямоугольный треугольник TVU, катеты которого являются горизонтальными и вертикальными отрезками, а длина горизонтального отрезка равна |B| (см. рисунок). Вертикальный катет треугольника ∆TVU будет иметь длину |A|, поскольку наклон прямой равен -A/B.
Треугольники ∆SRP и ∆UVT подобны, так как они оба прямоугольные и ∠PSR ≅ ∠VUT, поскольку являются соответственными углами двух параллельных прямых PS и UV (вертикальные прямые) и секущей (исходная прямая). Выпишем отношения сторон этих треугольников:
{\displaystyle {\frac {|{\overline {PR}}|}{|{\overline {PS}}|}}={\frac {|{\overline {TV}}|}{|{\overline {TU}}|}}.}
Если точка S имеет координаты (x0,m), то |PS| = |y0 — m| и расстояние от P до прямой равно:
{\displaystyle |{\overline {PR}}|={\frac {|y_{0}-m||B|}{\sqrt {A^{2}+B^{2}}}}.}
Поскольку S находится на прямой, мы можем найти значение m,
{\displaystyle m={\frac {-Ax_{0}-C}{B}},}
и получаем: 
{\displaystyle |{\overline {PR}}|={\frac {|Ax_{0}+By_{0}+C|}{\sqrt {A^{2}+B^{2}}}}.}
Другой вариант этого доказательства — поместить точку V в точку P и вычислить площадь треугольника ∆UVT двумя способами, после чего получим {\displaystyle D|{\overline {TU}}|=|{\overline {VU}}||{\overline {VT}}|},
где D — высота треугольника ∆UVT на гипотенузу из точки P. Формула расстояния может быть использована, чтобы выразить {\displaystyle |{\overline {TU}}|}, {\displaystyle |{\overline {VU}}|} и {\displaystyle |{\overline {VT}}|}в терминах координат P и коэффициентов уравнения исходной прямой, в результате чего получим требуемую формулу.

### Доказательство с помощью проекции вектора
Пусть P — точка с координатами (x0, y0) и пусть исходная прямая имеет уравнение ax + by + c = 0. Пусть Q = (x1, y1) — любая точка на прямой и n — вектор (a, b) с началом в точке Q. Вектор n перпендикулярен прямой, и расстояние d от точки P до прямой равно длине ортогональной проекции {\displaystyle {\overrightarrow {QP}}} на n. Длина этой проекции равна:
{\displaystyle d={\frac {|{\overrightarrow {QP}}\cdot \mathbf {n} |}{\|\mathbf {n} \|}}.}
Теперь
{\displaystyle {\overrightarrow {QP}}=(x_{0}-x_{1},y_{0}-y_{1}),} так что {\displaystyle {\overrightarrow {QP}}\cdot \mathbf {n} =a(x_{0}-x_{1})+b(y_{0}-y_{1})} и {\displaystyle \|\mathbf {n} \|={\sqrt {a^{2}+b^{2}}}.}
Тогда
{\displaystyle d={\frac {|a(x_{0}-x_{1})+b(y_{0}-y_{1})|}{\sqrt {a^{2}+b^{2}}}}.}
Поскольку Q лежит на прямой, {\displaystyle c=-ax_{1}-by_{1}}, а тогда 
{\displaystyle d={\frac {|ax_{0}+by_{0}+c|}{\sqrt {a^{2}+b^{2}}}}.}

## Другие формулы
Можно получить другие выражения для кратчайшего расстояния от точки до прямой. Эти выводы тоже требуют, чтобы прямая не была вертикальной или горизонтальной.
Пусть точка P задана координатами ({\displaystyle x_{0},y_{0}}).
Пусть прямая задана уравнением {\displaystyle y=mx+k}. Уравнение прямой, перпендикулярной исходной прямой и проходящей через точку P, задаётся уравнением {\displaystyle y={\frac {x_{0}-x}{m}}+y_{0}}.
Точка, в которой эти две прямые пересекаются, является ближайшей точкой на исходной прямой для точки P. Тогда:
{\displaystyle mx+k={\frac {x_{0}-x}{m}}+y_{0}.}
Мы можем решить это уравнение по x,
{\displaystyle x={\frac {x_{0}+my_{0}-mk}{m^{2}+1}}.}
Координату y точки пересечения можно найти, подставив значение x в уравнение исходной прямой,
{\displaystyle y=m{\frac {(x_{0}+my_{0}-mk)}{m^{2}+1}}+k.}
Подставив полученные значения в формулу расстояния {\displaystyle d={\sqrt {(X_{2}-X_{1})^{2}+(Y_{2}-Y_{1})^{2}}}}, получим формулу кратчайшего расстояния от точки до прямой:
{\displaystyle d={\sqrt {\left({{\frac {x_{0}+my_{0}-mk}{m^{2}+1}}-x_{0}}\right)^{2}+\left({m{\frac {x_{0}+my_{0}-mk}{m^{2}+1}}+k-y_{0}}\right)^{2}}}.}
Если заметить, что m = -a/b и k = -c/b для уравнения ax + by + c = 0, после небольших выкладок получим стандартное выражение.

## Формулировка с помощью векторов
Запишем прямую в векторном виде:
{\displaystyle \mathbf {x} =\mathbf {a} +t\mathbf {n} },
где x — вектор, задающий координаты любой точки на прямой, n — единичный вектор в направлении прямой, a — вектор, задающий две координаты точки на прямой, а t — скаляр. То есть для получения точки x на прямой начинаем с точки a на прямой и двигаемся на расстояние t вдоль прямой.
Расстояние от произвольной точки p до прямой задаётся формулой
{\displaystyle \operatorname {distance} (\mathbf {x} =\mathbf {a} +t\mathbf {n} ,\mathbf {p} )=\|(\mathbf {a} -\mathbf {p} )-((\mathbf {a} -\mathbf {p} )\cdot \mathbf {n} )\mathbf {n} \|.}
Эта формула геометрически строится следующим образом: {\displaystyle \mathbf {a} -\mathbf {p} } — это вектор из p в точку a на прямой. Тогда {\displaystyle (\mathbf {a} -\mathbf {p} )\cdot \mathbf {n} } — это длина проекции на прямую, а тогда
{\displaystyle ((\mathbf {a} -\mathbf {p} )\cdot \mathbf {n} )\mathbf {n} }
— это вектор, являющийся проекцией {\displaystyle \mathbf {a} -\mathbf {p} } на прямую. Тогда
{\displaystyle (\mathbf {a} -\mathbf {p} )-((\mathbf {a} -\mathbf {p} )\cdot \mathbf {n} )\mathbf {n} }
является компонентой вектора {\displaystyle \mathbf {a} -\mathbf {p} }, перпендикулярной прямой. Следовательно, расстояние от точки до прямой равно норме этого вектора. Эта формула может быть использована и в более высоких размерностях.

## Другая формулировка с помощью векторов
Если векторное пространство ортонормально, а прямая (d ) проходит через точку B и имеет вектор направления {\displaystyle {\vec {u}}}, то расстояние от точки A до прямой (d) равно
{\displaystyle d(\mathrm {A} ,(d))={\frac {\left\|{\overrightarrow {\mathrm {BA} }}\wedge {\vec {u}}\right\|}{\|{\vec {u}}\|}}},
где {\displaystyle {\overrightarrow {\mathrm {BA} }}\wedge {\vec {u}}} — векторное произведение векторов {\displaystyle {\overrightarrow {\mathrm {BA} }}} и {\displaystyle {\vec {u}}}, а {\displaystyle \|{\vec {u}}\|} — норма вектора {\displaystyle {\vec {u}}}.

## Ориентированное расстояние
Рассмотрим прямую с уравнением
{\displaystyle Ax+By+C=0,}
где {\displaystyle C\neq 0}, то есть прямая не проходит через начало координат {\displaystyle O}, и произвольную точку {\displaystyle M_{1}(x_{1},y_{1})}. Тогда расстояние от точки до прямой равно следующему выражению:
{\displaystyle d=|\delta |=\left|{\frac {Ax_{1}+By_{1}+C}{\sqrt {A^{2}+B^{2}}}}\right|}
Возможны три случая:
- знаки чисел {\displaystyle \delta } и {\displaystyle C} одинаковы. В этом случае точки {\displaystyle M_{1}} и {\displaystyle O} находятся по одну сторону от данной прямой;
- знаки чисел {\displaystyle \delta } и {\displaystyle C} противоположны. В этом случае точки {\displaystyle M_{1}} и {\displaystyle O} находятся по разные стороны от данной прямой;
- {\displaystyle \delta =0}, то есть {\displaystyle Ax_{1}+By_{1}+C=0}. В этом случае точка {\displaystyle M_{1}} принадлежит данной прямой.

Ориентированное расстояние от точки до прямой — число
{\displaystyle \delta ={\frac {Ax_{1}+By_{1}+C}{\sqrt {A^{2}+B^{2}}}},}
полученное из координат точки {\displaystyle M_{1}(x_{1},y_{1})} и прямой {\displaystyle Ax+By+C=0}, {\displaystyle C\neq 0}.

## Обобщения
- Расстояние от точки в трёхмерном пространстве до плоскости задаётся аналогичной формулой[13]:

{\displaystyle \operatorname {distance} (ax+by+cz+d=0,(x_{0},y_{0},z_{0}))={\frac {|ax_{0}+by_{0}+cz_{0}+d|}{\sqrt {a^{2}+b^{2}+c^{2}}}}.}